# The Pride of New York
Pour plus de détails, voir Fiche technique et Distribution.
The Pride of New York est un film américain muet réalisé par Raoul Walsh et sorti en 1917.

## Synopsis
Harold Whitley, membre de la haute société new-yorkaise, est bouleversé lorsque les États-Unis entre en guerre. Lorsqu'il apprend que les hommes mariés peuvent être exemptés, il demande à sa fiancée Mary de l'épouser rapidement, mais elle refuse, indignée. En visite sur le chantier d'un gratte-ciel dont le père d'Harold est le promoteur, Mary rencontre Jim Kelly, qui l'impressionne par son courage.
Au camp d'entraînement, Jim, ravi d'être engagé sous les drapeaux, devient capitaine dans l'aviation, tandis qu'Harold, qui montre sa couardise, est refusé. En France, Jim est blessé et il est soigné par Mary, qui s'est engagée dans la Croix-Rouge. Lorsqu'elle est enlevée par un Allemand, Jim les poursuit et arrive à temps pour la sauver.

## Fiche technique
- Titre original : The Pride of New York
- Réalisation : Raoul Walsh
- Scénario : Raoul Walsh, d'après une histoire de Ralph Spence
- Photographie : Dal Clawson
- Production : William Fox
- Société de production : Fox Film Corporation
- Société de distribution : Fox Film Corporation
- Pays de production :  États-Unis
- Langue originale : anglais
- Format : noir et blanc — 35 mm — 1,37:1 — film muet
- Genre : Film de guerre
- Durée : 5 bobines
- Date de sortie :
  - États-Unis : 9 décembre 1917

## Distribution
- George Walsh : Jim Kelly
- James A. Marcus : Pat Kelly, son père
- William Bailey : Harold Whitley
- Regina Quinn : Mary